# Antoni Wakulicz
Antoni Wakulicz (ur. 7 kwietnia 1902 w Miedznej, zm. 25 listopada 1988) – polski matematyk zajmujący się głównie elementarną teorią liczb.

## Życiorys
W latach 1920–1924 studiował matematykę na Uniwersytecie Warszawskim. Pracował jako nauczyciel w gimnazjum im. Zamojskiego w Warszawie (1924–1927), a następnie w gimnazjach w Pszczynie (1928–1935) i Katowicach (1935–1939). Uczestnik wojny obronnej Polski we wrześniu 1939. W latach 1940–1945 zaangażowany w tajne nauczanie w Miedznej. W latach 1944–1945 pracował jako nauczyciel w gimnazjum w Węgrowie, a następnie w gimnazjum w Katowicach (1946–1948). Od 1946 aż do przejścia na emeryturę w 1970 pracował na Politechnice Śląskiej. Równolegle, od 1946 zatrudniony w Instytucie Pedagogicznym w Katowicach. W 1949 obronił na Uniwersytecie Warszawskim rozprawę doktorską pt. O sumie skończonej liczby liczb porządkowych, napisaną pod kierunkiem Wacława Sierpińskiego. Od roku 1950, w nowo powstałej Państwowej Wyższej Szkole Pedagogicznej w Katowicach, a następnie na Uniwersytecie Śląskim. W 1963 roku otrzymał tytuł profesora nadzwyczajnego.
Pochowany w Pszczynie, na średniowiecznym cmentarzu św. Jadwigi.

## Odznaczenia
- Złoty Krzyż Zasługi (1955)[3]
- Medal 10-lecia Polski Ludowej (1955)[4]